# 慈善
慈善（じぜん）とは、他人に対して情けや哀れみをかけること、また、恵まれない人々に経済的・物理的な援助をすることである。
このような人の心情と行為は世界中に普遍的に存在する。キリスト教での「チャリティー」やイスラム教での「ザカート」、仏教では古くは「喜捨」が、現在では「施し」が行為としての慈善に近いものである。
英語の"charity"から日本語化したチャリティーは、元来はキリスト教由来の観念である。